# 潘映竹
潘映竹（1991年5月27日—），台灣女藝人、演員、歌手，前「无双乐团」成员。2014年单飞，发行首张个人专辑《Chu Debut Single》。曾參與過多部節目。

## 影視作品

### 電視劇
| 年份   | 頻道       | 劇名                            | 飾演   |
| 2015年 | 民視       | 星座愛情水瓶女                  | 吳珮瑜 |
| 2016年 | 民視       | 廉政英雄 第三十八單元：脫罪大師 | 劉慧君 |
| 2017年 | 民視       | 實習醫生鬥格                    | 嚴晨渝 |
| 2019年 | 華視       | 莒光園地 毒家記憶               | 陳子萍 |
| 2022年 | TVBS歡樂台 | 機智校園生活                    | 左思文 |
| 2022年 | TVBS歡樂台 | 加油喜事                        | 陳千慧 |
| 2024年 | TVBS歡樂台 | 完全省錢戀愛手冊                | 毓芬   |

### 微電影
- 「快樂王子的解藥」（2013 衛生署公益微電影）
- 「甜蜜的秘密」（2014 台灣燈會在南投）
- 「亮麗的我和你」（2014 台灣燈會在南投）

### MV
- 俠客無双-緋櫻（線上遊戲俠客無双主題曲）2014
- 捨不得（潘映竹首張單曲）2014
- 我要幸福了（潘映竹首張單曲）2014
- 功夫英雄之紅顏樓MV（無双樂團）2012
- 如果在一起MV（無双樂團）2012

## 音樂作品

### 專輯
【潘映竹首張單曲】
＃Valentine's Day 
＃捨不得
＃我要幸福了

## 主持
- GoGo捷運

## 廣告
- 台灣洗衣聯盟-雲端洗衣CF
- 俠客無双Online功夫英雄Online
- 搓麻將Online
- Channel V首選星「功夫英雄之紅顏樓」

## 外部連結
- 潘映竹的Facebook專頁
- 潘映竹的Instagram帳戶
- 潘映竹的新浪微博